# 方块矩阵
方塊矩陣，也称方阵、方矩陣或正方矩陣，是行數及列數皆相同的矩陣。由{\displaystyle n\times n\,}矩陣組成的集合，連同矩陣加法和矩陣乘法，构成環。除了{\displaystyle n=1\,}，此環並不是交换環。
M(n, R)，即實方塊矩陣環，是個實有单位的結合代數。M(n, C)，即複方塊矩陣環，則是複結合代數。
單位矩陣{\displaystyle I_{n}\,}的對角線全是1而其他位置全是0，對所有{\displaystyle m\times n\,}矩陣{\displaystyle M\,}及{\displaystyle n\times k\,}矩陣{\displaystyle N\,}都有{\displaystyle MI_{n}=M\,}及{\displaystyle I_{n}N=N\,}。
例如，若{\displaystyle n=3\,}：
{\displaystyle I_{3}={\begin{bmatrix}1&0&0\\0&1&0\\0&0&1\end{bmatrix}}\,}
單位矩陣是方塊矩陣環的單位元。
方塊矩陣環的可逆元稱為可逆矩陣或非奇异方阵。{\displaystyle n\times n\,}矩陣{\displaystyle A\,}是可逆當且僅當存在矩陣{\displaystyle B\,}使得
{\displaystyle AB=I_{n}(=BA)\,}。
此時{\displaystyle B\,}稱為{\displaystyle A\,}的逆矩陣，並記作{\displaystyle A^{-1}\,}。
所有{\displaystyle n\times n\,}矩陣在乘法上組成一個群（亦是一個李群），稱為一般線性群。
若數字{\displaystyle \lambda \,}和非零向量{\displaystyle {\vec {v}}\,}满足{\displaystyle A{\vec {v}}=\lambda {\vec {v}}\,}，則{\displaystyle {\vec {v}}\,}為{\displaystyle A\,}的一個特征向量，{\displaystyle \lambda \,}是其對應的特征值。數字{\displaystyle \lambda \,}為{\displaystyle A\,}的特征值當且僅當{\displaystyle A-\lambda I_{n}\,}可逆，又當且僅當{\displaystyle p_{A}(\lambda )=0\,}。這裏，{\displaystyle p_{A}(x)\,}是{\displaystyle A\,}的特征多項式。特征多項式是一個{\displaystyle n\,}次多項式，有{\displaystyle n\,}个复根（考虑重根），即{\displaystyle A\,}有{\displaystyle n\,}個特征值。
方塊矩陣{\displaystyle A\,}的行列式是其{\displaystyle n\,}個特征值的積，但亦可經由莱布尼茨公式計算出來。可逆矩陣正好是那些行列式非零的矩陣。
高斯-若爾當消元法非常重要，可以用来計算矩阵的行列式，秩，逆矩陣，并解決線性方程組。
矩陣的迹是{\displaystyle n\times n\,}矩陣的对角线元素之和，也是其{\displaystyle n\,}個特征值之和。
所有正交矩阵都是方块矩阵。

## 方块矩阵的等价命题
线性代数中，下列关于方块矩阵A的命题是等价的（同时成立，或同时不成立）：
1. A 可逆 ； A的反矩陣存在。
2. det(A) ≠ 0 。
3. rank(A) = n 。
4. Null(A) = 0 。
5. A的特征值中没有0。
6. 对任意b属于Fn，Ax = b有唯一解。
7. Ax = 0只有平凡解。
8. ATA可逆。
9. A与单位矩阵行（列）等价。
10. A的行向量或列向量張成Fn 。
11. A的零空间只有零向量。
12. A的值域為Fn 。
13. A的行（列）向量构成Fn (Fn)中向量的线性无关集。

这裡，F为矩阵元素所属的域。通常，这个域为实数域或复数域。